# أنطونيو فيفاريني

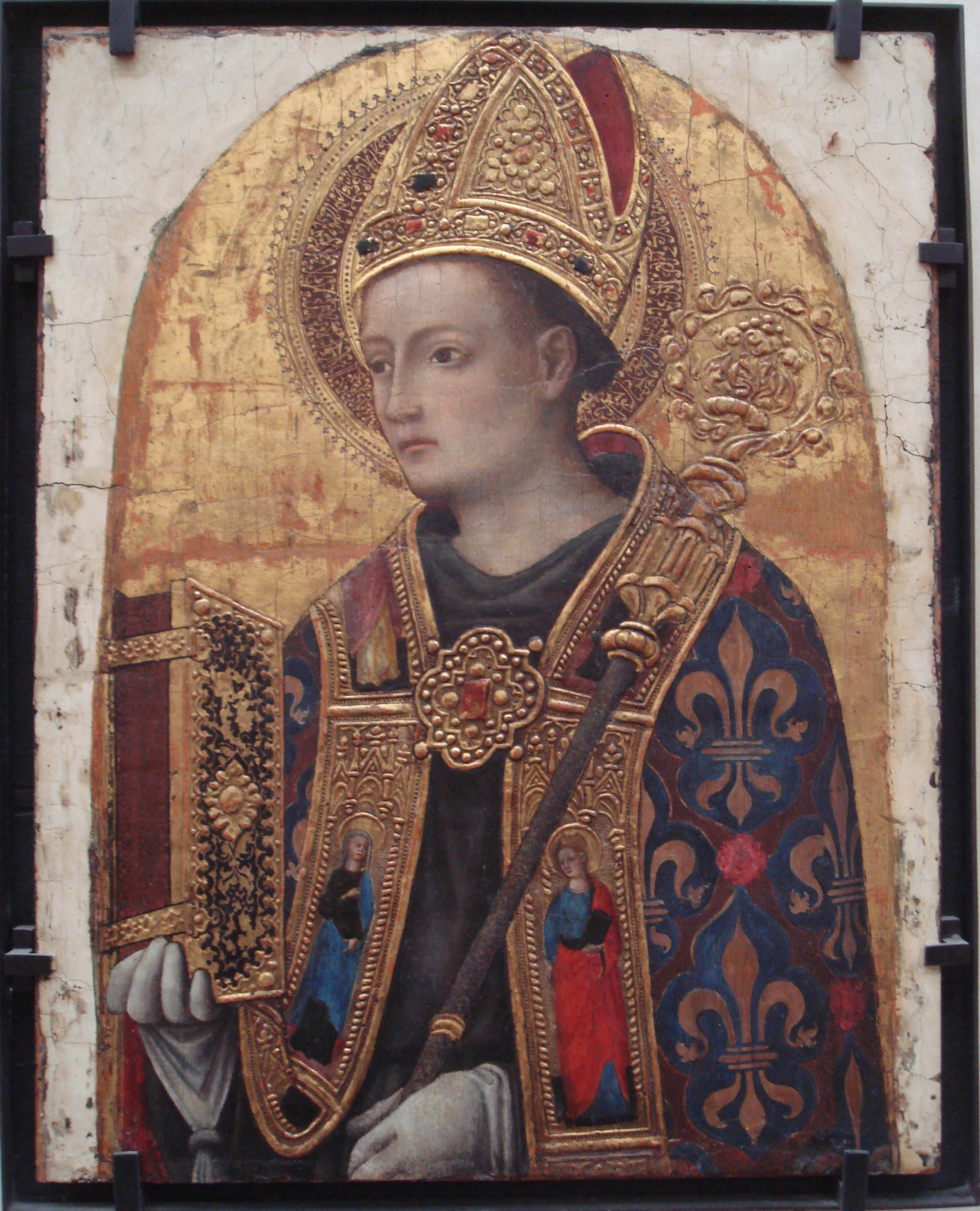
سانت لويس دي تولوز ، 1450

أنطونيو فيفاريني أو أنطونيو مورانو (نشط حوالي 1440 – 1480) هو رسام إيطالي من أوائل شخصيات عصر النهضة وأواخر العصر القوطي، وكان معظم أعماله في جمهورية البندقية . ربما يكون ينحدر من عائلة من الرسامين، والتي تنحدر من عائلة عمال الزجاج الناشطين في مورانو . ضمت سلالة الرسم شقيقه الأصغر بارتولوميو وابن أنطونيو ألفيس فيفاريني . 

## حياته
تكون في البداية مع أندريا دا مورانو ، وتظهر أعماله تأثير جنتيلي دا فابريانو . أقدم صورة له هي قطعة مذبح في الأكاديمية في 1440؛ موجودة في متاحف الفاتيكان عام 1464، لكن يبدو أنه كان على قيد الحياة عام 1470

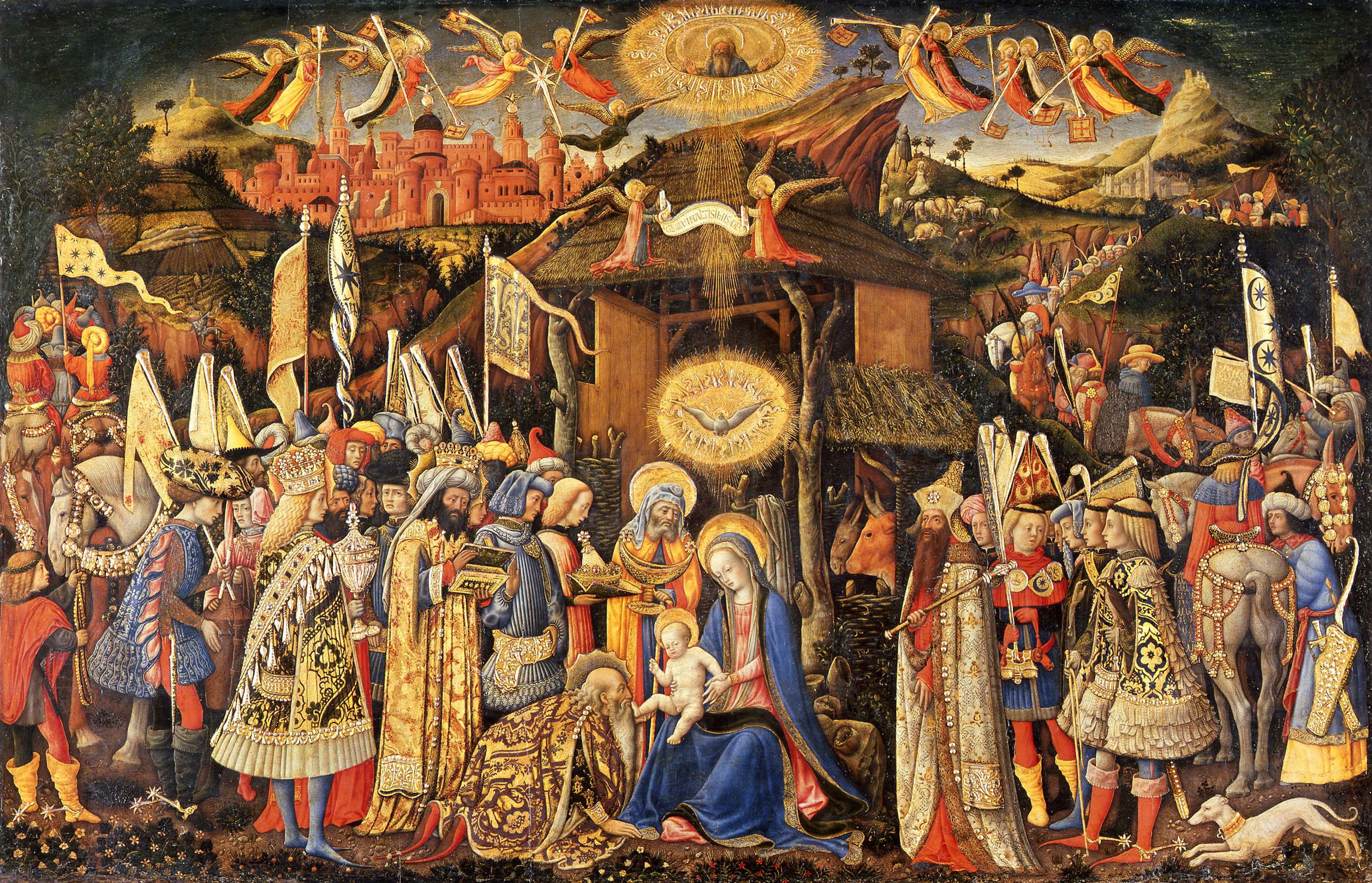
عبادة المجوس ، 1418

## روابط خارجية
- Italian Paintings, Venetian School, a collection catalog containing information about Vivarini and his works (see index; plates 100-101).